# 伊瓦尔斯·戈德马尼斯
伊瓦尔斯·戈德马尼斯（1951年11月27日—）為一名拉脱维亚政治家，也是拉脱维亚道路党成员。戈德馬尼斯是拉脱维亚从苏联独立后的首任总理，並兩次擔任拉脱维亚总理（1990年－1993年、2007年－2009年）。目前他是拉脫維亞的欧洲议会議員。

## 政治生涯

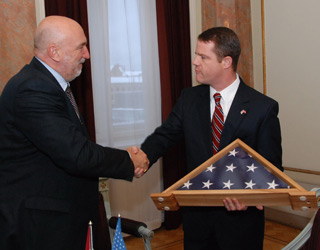
2009年1月戈德馬尼斯（左）会见美國大使查克·拉爾森

1990年到1993年，戈德马尼斯首次担任拉脱维亚总理期间，主要专注于拉脱维亚从共产主义向资本主义艰难的经济转型。他在1995年被授予三星勋章。1998年到1999年担任维利斯·克里斯托潘斯政府的财政部长，他最初是拉脱维亚人民阵线成员，人民阵线解散后转入拉脱维亚道路党，2006年11月选举后，道路党加入艾加尔斯·卡尔维季斯的联合政府，戈德马尼斯出任内政部长。
2007年12月14日总统瓦尔季斯·扎特莱尔斯提名戈德马尼斯为总理，12月20日议会以54票赞成和43票反对批准了总理任命。
2008年6月18日，戈德马尼斯發生了车祸，他搭乘的官方座車与一輛小巴士碰撞。這造成他的头部受伤。
经济问题和腐败指控使得戈德马尼斯政府支持率不斷下降。2009年1月，反政府抗议活动变成了该国1991年独立以来最严重的示威抗議，同年2月20日，戈德马尼斯以处理经济危机失败為由率政府集体辞职。2月26日，总统扎特莱尔斯提名前财政部长瓦尔迪斯·东布罗夫斯基斯担任总理，东布罗夫斯基斯於2009年3月12日宣誓就职。

## 外部連結
- （英文）拉脫維亞政府和內閣：總理

| 前任： 艾加尔斯·卡尔维季斯                         | 拉脱维亚总理 2007年 - 2009年 | 繼任： 瓦尔迪斯·东布罗夫斯基斯 |
| 前任： 维尔尼斯·埃德温斯·布雷西斯 （部长会议主席） | 拉脱维亚总理 1990年 - 1993年 | 繼任： 瓦尔季斯·比尔卡夫斯     |